# زبان چیتاگونی
چیتاگونی یکی از زبان‌های هندوآریایی ست که مردم شهر چیتاگونگ و خیلی از مناطق جنوب شرقی کشور بنگلادش بدان صحبت می‌کنند. این زبان پیوند نزدیکی با زبان بنگالی دارد. در بررس‌های انجام شده توسط زبانشناسان مشخص شده که چیتاگونی زبانی جدا از بنگالی ست تا اینکه لهجه ای از ان باشد. شمار گویشوران چیتاگونی ۱۳ میلیون نفر تخمین زده می‌شود. در بین ۱۰۰ زبان اول دنیا بر اساس شمار گویشوران این زبان ۶۷ام شده‌است.